# أندرياس هورفاث (لاعب كرة قدم)
أندرياس هورفاث (بالمجرية: Horváth András) هو لاعب كرة قدم مجري في مركز حراسة المرمى، ولد في 23 فبراير 1988 في Kistarcsa ‏ في المجر. لعب مع نادي بودابست.

## وصلات خارجية
- أندرياس هورفاث (لاعب كرة قدم) على موقع اتحاد المجر (الهنغارية)
- أندرياس هورفاث (لاعب كرة قدم) على موقع قاعدة بيانات كرة القدم.إي يو (الإنجليزية)
- أندرياس هورفاث (لاعب كرة قدم) على موقع Soccerway.com (الإنجليزية)